# Marmaduke – pies na fali
Marmaduke – pies na fali (ang. Marmaduke) – amerykański film familijny z 2010 roku w reżyserii Toma Deya. Film jest adaptacją komiksu Brada Andersona pod tym samym tytułem.

## Fabuła
Marmaduke to imię psa, który zawsze znajdzie sposób, żeby się wyróżnić. Kiedy jego właściciele, Phil (Lee Pace) i Debbie (Judy Greer) z trójką dzieci, przeprowadzają się ze Środkowego Zachodu do kalifornijskiego Orange County, niemiecki dog jest pewien, że czeka go wiele przygód. Zwłaszcza, że nowy szef Phila, Don Twombly (William H. Macy), jest psim maniakiem i na biznesowe spotkania umawia się w psim parku.
Pierwszym nowym kumplem Marmaduke’a zostaje rosyjski kot o imieniu Carlos. I obaj udowadniają, że pies i kot mogą żyć pod jednym dachem w harmonii. Carlos zawsze wspiera Marmaduke’a, nawet w najbardziej szalonych pomysłach, mających pomóc rodzinie Phila w odnalezieniu się w nowym miejscu zamieszkania.
Pierwsze dni w Orange County są fantastyczne. Marmaduke jeździ ze swoim panem po mieście, wystawia łeb przez szyberdach i nosi przeciwsłoneczne okulary. Poznaje też bandę Pedigree. By wkupić się w jej łaski, pod nieobecność swoich właścicieli, zaprasza ją na imprezę. Jedynym świadkiem niekontrolowanych wydarzeń jest Carlos.
Pozostałe kundelki z psiego parku nie są jednak zadowolone z tego, że Marmaduke próbuje przyłączyć się do Pedigree. W dodatku jest jeden pies, który nie należy do żadnej bandy. Mastiff Chupadogra, którego boją się wszystkie inne psiaki, według plotek śpi na kościach psów, z którymi się rozprawił. W jego obecności żaden pies nawet nie szczeknie. Aż do momentu, kiedy pojawia się Marmaduke.

## Role

### Obsada aktorska
- Lee Pace jako Phil Winslow
- Judy Greer jako Debbie Winslow
- William H. Macy jako Don Twombley
- Finley Jacobsen jako Brian Winslow
- Caroline Sunshine jako Barbara Winslow
- Miliana Haines jako Sarah Winslow
- Michael Teigen jako Gray
- Gleen McCuen jako Bodie
- David Williams jako Anton Harrison
- Christopher Attadia jako Jock
- Heather Doerksen jako Jessica

### Dubbing
- Owen Wilson jako Marmaduke
- Fergie jako Jezebel
- George Lopez jako Carlos
- Kiefer Sutherland jako Bosco
- Emma Stone jako Mazie
- Christopher Mintz-Plasse jako Giuseppe
- Sam Elliott jako Chupadogra
- Steve Coogan jako Raisin

## Wersja polska
Opracowanie wersji polskiej: Studio Sonica

Nagrania: Mafilm Audio Budapeszt

Tłumaczenie: Arleta Walczak

Dialogi polskie: Joanna Kuryłko

Reżyseria: Miriam Aleksandrowicz

Dźwięk i montaż: Agnieszka Stankowska, Gergely Illes

Organizacja produkcji: Agnieszka Kudelska

W wersji polskiej wystąpili:
- Łukasz Lewandowski – Marmaduke
- Jacek Bończyk – Phil
- Agnieszka Fajlhauer – Debbie
- Anna Gajewska – Izabel
- Maciej Kujawski – Carlos
- Jan Janga-Tomaszewski – Bosco
- Karina Szafrańska – Maja

oraz
- Mirosław Konarowski
- Leszek Zduń
- Jan Aleksandrowicz-Krasko
- Miłogost Reczek – Raisin
- Marta Otulak
- Michał Głowacki
- Marcin Troński
- Dorota Furtak
- Agnieszka Kudelska
- Katarzyna Łaska
- Józef Pawłowski
- Andrzej Hausner
- Wojciech Medyński
- Tomasz Jarosz
- Dariusz Niebudek
- Bianka Rucińska
- Sonia Szafrańska
- Aleksandra Stankowska
- Paulina Kwiatkowska

## Odbiór krytyczny
Film spotkał się z bardzo negatywnymi opiniami krytyków; serwis Rotten Tomatoes w oparciu o opinie z 99 recenzji przyznał mu wynik 9%, czyli „zgniły”.